# Gheorghe Crăciun (colonel)
Gheorghe Crăciun (n. 24 iulie 1913, Mintiu Gherlii – d. 2001, București) a fost un înalt ofițer al poliției politice comuniste (Securitatea), comandant de penitenciar comunist (Aiud) și torționar temut pentru metodele sale de tortură și ”reeducare”. A murit înainte de a fi judecat pentru crimele comise în diferitele funcții deținute în aparatul represiunii totalitare comuniste.

## Cariera politică
Gheorghe Crăciun a devenit membru PCR în 1945. Potrivit Institutului de Investigare a Crimelor Comunismului, viitorul colonel de securitate Gheorghe Crăciun s-a născut într-o familie de țărani greco-catolici cu șase copii, fiind de profesie cazangiu. Absolvent a patru clase la școala industrială de ucenici, Crăciun a ocupat, începând cu venirea comuniștilor la putere, mai multe funcții în aparatul de represiune: chestor și prim-chestor de poliție la Polițiile Sibiu, Cluj și Constanța (1945 – 1947); inspector de Siguranță la Inspectoratul Regional de Siguranță Sibiu (1947, aug. 1948); șef al Direcției Regionale de Securitate Sibiu (sept. 1948 – 1951); șef al Direcției de regionale de Securitate Craiova (1951 – 1952); director adjunct al formațiunii 0722 Constanța/Centrul de Coordonare Constanța din DLCM (23 oct. 1952); director al Întreprinderii de construcții a MAI (1954); șef al Grupului operativ din munții Făgăraș (1954); locțiitor (1955 – 1956) și șef al Direcției regionale MAI Brașov (feb. 1956 – nov. 1958); comandant la penitenciarul Aiud/formațiunea 0622 (nov. 1958 – 31 dec. 1964); locțiitor al șefului Direcției a III-a din MAI (ian. 1965 – 1967); locțiitor al șefului Direcției I din CSS (ian. 1968)”.
I-a anchetat, între alții, pe Alexandru Vaida-Voevod și pe Emil Hațieganu. Presa a preluat din surse oficiale informații despre contribuțiile lui Gheorghe Crăciun la dezvoltarea universului concentraționar comunist totalitar: ”În calitate de șef al Direcției regionale de Securitate Sibiu, Gheorghe Crăciun a anihilat mai multe grupuri de partizani din zona Făgăraș, printre care și grupul lui Nicolae Dabija și a arestat personal pe Vaida Voievod, A.C. Cuza, Emil Hațieganu, precum și persoane de etnie germană din regiune. Gheorghe Crăciun a rămas cunoscut în istoria sistemului concentraționar comunist ca acela care a implementat la Aiud, în perioada directoratului său (nov. 1958 – dec. 1964), procedeul „reeducării târzii”. Potrivit DGP, în această perioadă, aici au avut loc cele mai multe decese din istoria formațiunii carcerale. În comparație cu reeducarea de tip Pitești (petrecută în intervalul 1949 – 1952), la Aiud au fost utilizate alte tehnici („metodele lente, șocurile psihice, picătura chinezească și mutațiile de natură să dezechilibreze psihicul deținuților”), mai puțin brutale, combinate într-un timp mai îndelungat, cu starea fizică și psihică, în cele mai multe cazuri deplorabilă, a celor încarcerați”.
Printre persoanele care au murit în închisoarea de la Aiud, în perioada în care Gheorghe Crăciun era comandant, se număra profesorul Mircea Vulcănescu, preotul Mihai Enescu, gen.(r) Alexandru Macici și mulți demnitari ai guvernelor interbelice.

## Distincții
- Medalia „A cincea aniversare a Republicii Populare Române” (24 decembrie 1952) „pentru lupta și munca duse în vederea făuririi, consolidării și prosperării Republicii Populare Române”[3]
- Medalia „40 de ani de la înființarea Partidului Comunist din Romînia” (6 mai 1961) „pentru merite în activitatea de partid și întărirea regimului democrat-popular”[4]
- Ordinul „Apărarea Patriei” clasa a III-a (10 august 1964) „pentru merite deosebite în opera de construire a socialismului, cu prilejul celei de a XX-a aniversări a eliberării patriei”[5]